# Francesco Masciarelli
Francesco Masciarelli (né le 5 mai 1986 à Pescara, dans les Abruzzes) est un coureur cycliste italien, professionnel depuis 2007. Après avoir évolué quatre ans dans l'équipe Acqua & Sapone dirigée par son père Palmiro, et dont ses frères, Simone et Andrea, sont également membres, Francesco Masciarelli a couru durant un an et demi pour Astana.

## Biographie
Malade depuis quasiment tout le début de la saison 2012 et après avoir consulté divers médecins, il résilie son contrat avec Astana.
Fin 2014, La Gazzetta dello Sport révèle qu'il fait partie des clients du controversé médecin italien Michele Ferrari.

## Palmarès

### Palmarès amateur
- 2003
  - 3e étape du Giro della Lunigiana
- 2006
  - Trofeo Banca Credito Cooperativo del Metauro

### Palmarès professionnel
- 2007
  - Tour du Japon :
    - Classement général
    - 2e et 5e étapes
- 2008
  - Tour du Latium
  - 2e du Brixia Tour
- 2009
  - 2e des Trois vallées varésines
- 2010
  - 5e étape du Tour méditerranéen
- 2011
  - 3e du Tour de Padanie

## Résultats sur les grands tours

### Tour d'Italie
3 participations
- 2009 : 13e[3],[4]
- 2010 : abandon (8e étape)
- 2011 : non-partant (17e étape)

## Classements mondiaux
| Année                  | 2007 | 2008 | 2009 | 2010 |
| ---------------------- | ---- | ---- | ---- | ---- |
| Calendrier mondial UCI |      |      | 175e |      |
| UCI Africa Tour        | 28e  |      |      |      |
| UCI Europe Tour        |      | 44e  | 98e  | 667e |